# Jesús Martínez Villaverde
Jesús Martínez Villaverde es un deportista español que compitió en piragüismo en la modalidad de maratón. Ganó una medalla de bronce en el Campeonato Mundial de Piragüismo en Maratón de 1996, en la prueba de K2.

## Palmarés internacional
| Campeonato Mundial | Campeonato Mundial | Campeonato Mundial | Campeonato Mundial |
| Año                | Lugar              | Medalla            | Evento             |
| ------------------ | ------------------ | ------------------ | ------------------ |
| 1996               | Vaxholm (Suecia)   | Medalla de bronce  | K2                 |